# 반백
반백(班伯, 기원전 47년? ~ 기원전 10년?)은 전한 말기의 관료로, 우부풍 안릉현(安陵縣) 사람이다. 후한의 역사가 반고의 종조부이다.

## 생애
어려서 사단의 밑에서 《시경》을 익혔고, 대장군 왕봉의 천거로 중상시(中常侍)에 임명되었다. 성제는 정관중과 장우를 시켜 반백에게 《서경》·《논어》를 가르쳤고, 반백이 학문을 깨치니 허상의 밑에서 수학하게 하고 봉거도위로 전임시켰다.
정양 일대에 도적이 횡행하니, 반백은 태수로 부임시켜 주기를 청원하였다. 성제의 윤허로 정양태수가 된 반백은 도적들을 모두 잡아들였고, 1년쯤 지나 다시 조정의 부름을 받았다.
원연 원년(기원전 12년), 수형도위에 임명되었다. 또 반백은 허상·사단과 더불어 시중(侍中)이 되었는데, 모두 이천석에 이르렀고 성제가 태후를 알현할 때마다 항상 수행하였다. 그러나 서른여덟 살에 병들어 죽으니, 조정에서는 매우 애석하게 여겼다.

## 출전
- 반고, 《한서》 권100상 서전 上